# Sofía Ímber
Sofia Imber (în spaniolă Sofía Ímber Barú; n. 8 mai 1924, Soroca, județul Soroca, România – d. 20 februarie 2017, Caracas, Venezuela) a fost o jurnalistă și susținătoare a artelor din Venezuela, născută în România. A fost fondatoarea Muzeului de Artă Contemporană din Caracas.

## Biografie
S-a născut într-o familie de evrei în Soroca, Regatul României (astăzi Moldova). A migrat în Venezuela în 1928, când avea doar patru ani.
Sora sa, Lya Imber, a fost prima femeie din Venezuela care a obținut o diplomă în medicină.

## Cariera
În perioada anilor 1940, Imber a luat parte la cursurile „Universității din Anzi”, studiind medicina timp de trei ani, după care s-a reîntors în Caracas. În Caracas a publicat articole în numeroase ziare și reviste.
A fondat Muzeul Contemporan de Artă din Caracas în 1973, care posedă aproximativ 4000 de piese, fiind cea mai mare colecție de artă contemporană din America Latină. Imber a condus Muzeul pentru aproape treizeci de ani, până la destituirea ei de către președintele țării. De atunci, au fost raportate lipsa câtorva piese.

## Premii
Sofia Imber a fost singura femeie căreia i-a fost acordat Premiul Național pentru Jurnalism din Venezuela. De asemenea, a primit Premiul Național de Arte Plastice din Venezuela.
I s-au mai oferit:
- Ordinul „Eliberatorului general San Martin”
- Medalia Picasso din parte UNESCO
- Legiunea de Onoare
- Ordinul Vulturului Aztec

Universitatea Catolică „Andreas Bello” a numit una din zonele de cercetare „Sala de Investigación Sofía Imber y Carlos Rangel”, conferind și facultății de jurnalism numele ei.
Sofia a donat colecția ei personală de cărți Universității Catolice „Andreas Bello” în iunie 2014. 